# Nur Ihr Allein
Nur Ihr Allein – singel zespołu In Extremo. Nur Ihr Allein jest czwartym utworem na płycie Mein Rasend Herz z 2005 roku.

## Singel
Nur Ihr Allein jest 6 singlem grupy In Extremo

### Wersja 1
1. Nur Ihr Allein
2. Spielmann
3. Captus est
4. Nur Ihr Allein (Video)

### Wersja 2
1. Nur Ihr Allein
2. Hiemali tempore (Live)
3. Vollmond (Live)
4. Omnia Sol Temperat (Video)
5. Band Pictures